# Фрідріх Зіберт
Фрі́дріх Максиміліа́н «Макс» Зі́берт (нім. Friedrich Maximilian „Max“ Siebert; 7 липня 1888, Людвігсгафен — 13 травня 1950, Вюрцбург) — німецький воєначальник, генерал піхоти вермахту. Кавалер Лицарського хреста Залізного хреста.

## Біографія
Восени 1907 року вступив на службу в Імперську армію. Учасник Першої світової війни. Після демобілізації армії залишений у рейхсвері. З 1930 року — командир 1-го батальйону 20-го піхотного полку (Вюрцбург). З 1 жовтня 1937 року — командир 55-го піхотного полку (Вюрцбург) 17-ї піхотної дивізії. Учасник Польської кампанії. З 1 жовтня 1939 року — командир 44-ї піхотної дивізії, з якою взяв участь у Французькій кампанії і німецько-радянській війні. Учасник боїв під Житомиром, Києвом і Харковом. З серпня 1942 року бився під Сталінградом. З 10 жовтня 1942 року — командир 57-ї піхотної дивізії, яка вела бої на Дніпрі. З 20 лютого по 7 вересня 1943 року — командир 13-го армійського корпусу, який діяв у районі Сум. З 1 жовтня 1943 року і до кінця війни — генерал для особливих доручень 4-го відділу ОКВ і начальник патрульної служби вермахту.

## Звання
- Фанен-юнкер (20 липня 1907)
- Фенрих (3 квітня 1908)
- Лейтенант (26 травня 1909)
- Оберлейтенант (19 травня 1915)
- Гауптман (22 березня 1918)
- Майор (1 жовтня 1929)
- Оберстлейтенант (1 жовтня 1933)
- Оберст (1 вересня 1935)
- Генерал-майор (1 квітня 1939)
- Генерал-лейтенант (1 квітня 1941)
- Генерал піхоти (1 травня 1943)

## Нагороди
- Залізний хрест 2-го і 1-го класу
- Нагрудний знак «За поранення» в сріблі
- Почесний хрест ветерана війни з мечами
- Медаль «За вислугу років у Вермахті» 4-го, 3-го, 2-го і 1-го класу (25 років)
- Авіський орден, командорський хрест із срібною зіркою (Португалія)
- Застібка до Залізного хреста 2-го і 1-го класу
- Лицарський хрест Залізного хреста (18 листопада 1941)
- Медаль «За зимову кампанію на Сході 1941/42»
- Німецький хрест в золоті (13 травня 1944)